# Conesa (Argentinien)
Conesa ist ein Ort mit etwa 2.000 Einwohnern im Osten Argentiniens. Es liegt im Partido San Nicolás in der Provinz Buenos Aires.

## Geschichte
Benannt nach dem General Emilo Conesa wurde der Ort 1884 zeitgleich mit der Einweihung der Eisenbahnstrecke zwischen San Nicolás de los Arroyos und Pergamino gegründet. Zu dieser gesellte sich bald die Strecke des Ferrocarril General Manuel Belgrano zwischen Buenos Aires und Rosario, so dass der Ort bald ein wichtiger Verkehrsknotenpunkt wurde.
Nach der Stilllegung der letzten Bahnstrecke in den 1990er Jahren erlebte der Ort eine Krise, die die Bevölkerung zurückgehen ließ.

## Wirtschaft und Infrastruktur
Größter Arbeitgeber ist die Genossenschaft Cooperativa Agrícola Conesa, die Landwirtschaft und Agrarindustrie in der Gegend betreibt.
Wichtigste Verkehrsachse ist heute die Ruta Nacional 188, die San Nicolás mit San Rafael in der Provinz Mendoza verbindet.
Anfang 2008 wurde bekannt, dass Conesa der einzige Haltepunkt des Hochgeschwindigkeitszuges Cobra zwischen Buenos Aires und Rosario sein wird, da es der einzige größere Ort direkt an der weitgehend mit dem Ferrocarril Belgrano identischen Strecke ist und zudem strategisch günstig zwischen den beiden Großstädten Pergamino und San Nicolás liegt, die 42 bzw. 37 Kilometer entfernt und gut verkehrstechnisch angebunden sind.